# Королевский дворец в Портичи
Королевский дворец в Портичи (итал. La Reggia di Portici) — летняя резиденция короля Неаполя и Сицилии в 1734—1759 годах Карла VII Бурбона, выстроенная им в Портичи, в 8 км к юго-востоку от Неаполя и впоследствии оставленная в пользу более грандиозного Королевского дворца в Казерте. Вместе с Ботаническим садом и Королевским лесом дворец, расположенный у подножия Везувия на берегу Неаполитанского залива, составляет важнейший архитектурно-природный памятник итальянской Кампании .

## История
Район Портичи был известен с древних времен как место, где римские патриции отдыхали в многочисленных резиденциях, построенных вдоль прибрежной полосы между Везувием и Тирренским морем. Значительные свидетельства этих поселений можно найти и в наше время.
На протяжении веков и после катастрофического извержения Везувия в 79 году н. э. этот район продолжал привлекать самых богатых аристократов того времени, которые строили здесь свои дворцы. Эти резиденции послужили основой для возникновения многочисленных культурных кружков, среди которых выделялся кружок юриста Роберто да Варано, привлекавший во время правления короля Роберта Анжуйского самого Петрарку.
По преданию, интерес короля Карла Бурбонского к этой местности возник из-за случайного события. Возвращаясь морем из Кастелламмаре-ди-Стабия в сторону Неаполя, он вместе со своей женой Марией Амалией Саксонской был застигнут врасплох штормом. Укрывшись в маленьком порту Гранателло, они были так приятно впечатлены удобствами этого места, что вскоре решили построить здесь дворец, который мог бы послужить им в качестве официальной резиденции. Короля с супругой особенно пленили открывавшиеся виды на Неаполитанский залив и на Везувий.
В 1738 году архитектору Антонио Каневари, вызванному ради этого из Лиссабона, было поручено начать строительство загородного дворца. На первой стадии проектирования и строительства в работе принимал участие неаполитанский архитектор и инженер Джованни Антонио Медрано.

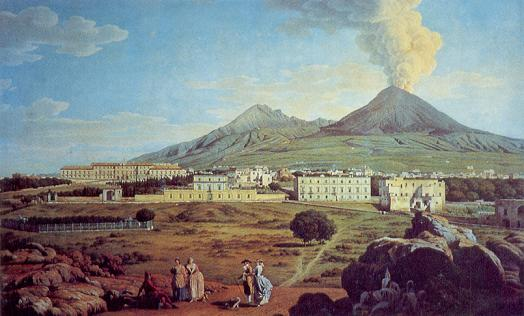
Вид Портичи. Акварель. Ок. 1745 г.

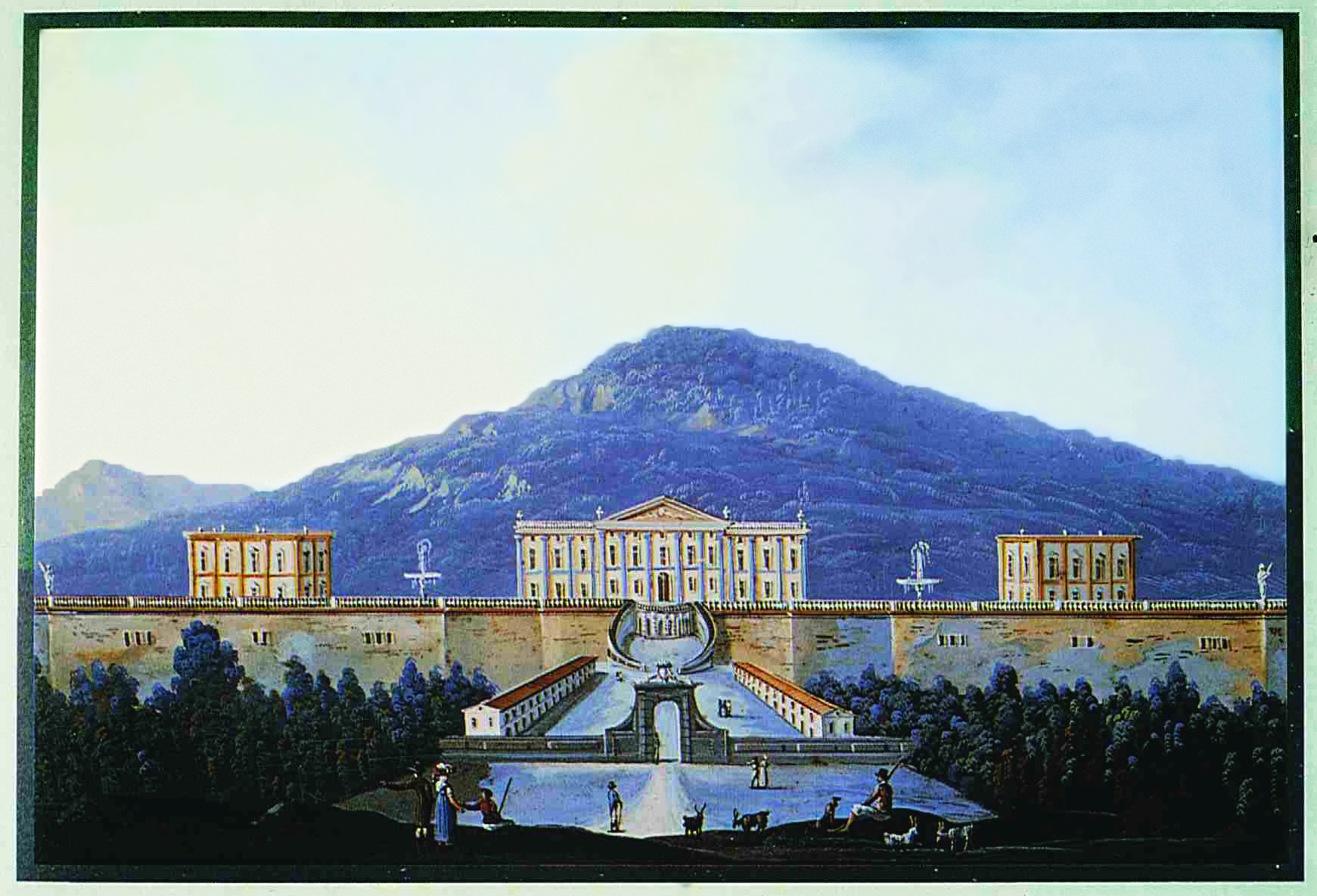
Вид Королевского дворца в Портичи в XVIII веке

Историко-архитектурной основой для строительства дворца послужили остатки ранее существовавших в этом месте построек, а также археологические находки и найденные произведения искусства, такие как руины античного храма с 24 мраморными колоннами. Материалы из раскопок были временно помещены в музей, созданный по этому случаю в 1755 году. Музей стал частью Эрколанской академии (Accademia Ercolanese), или «Королевской академии археологии Геркуланума» (Regale Accademia Ercolanese di Archeologia), созданной в том же году по инициативе Карла VII, — научного общества, целью которого стало изучение и сохранение находок из Геркуланума и Помпей.
Затеянное королём строительство стимулировало возникновение многих других резиденций в окрестностях вдоль «Золотой мили» (отрезка побережья от Неаполя до Торре-дель-Греко). Неаполитанские аристократы спешили устраивать свои виллы с видом на Везувий (так называемые «везувианские виллы»), откуда было рукой подать до королевского двора в Портичи. Однако вскоре король охладел к Портичи и перенёс своё внимание на строительство нового дворца в Казерте.
Весной 1769 года дворец принимал Иосифа II, императора Священной Римской империи. В 1770 году здесь останавливался четырнадцатилетний Моцарт. В 1799 году король Фердинанд (третий сын Карла VII) пристроил к дворцу оперный театр.
В 1799 году, во время неаполитанской революции, королевский двор бежал в Палермо, взяв с собой 60 ящиков археологических артефактов. В 1806 году, во время нового побега при приближении к Неаполю наполеоновских войск было вывезено ещё 11 ящиков древностей. Жозеф Бонапарт, король Неаполя в 1806—1808 годах, приказал перевезти древности, оставшиеся в Портичи, в Археологический музей Неаполя. В 1818 году, по случаю возвращения Бурбонов, произведения искусства, хранившиеся в Палермо, также были переданы в новый музей в Неаполе.
Последующие неаполитанские монархи проводили в Портичи мало времени. В настоящее время дворец занимает один из факультетов Неаполитанского университета.

## Архитектура дворца
Дворец имеет классическую трёхчастную композицию и четырехугольный план. Величественный фасад приподнят на террасном подиуме с балюстрадой.
Обширный внутренний восьмиугольный двор — атриум здания с трёхарочным проездом, похожий на настоящую площадь, имеет по левой стороне казармы королевской гвардии и Палатинскую капеллу (1749). Величественная лестница (1741) ведет из вестибюля на второй, парадный этаж. Интерьеры дворца Портичи расписаны фресками Джузеппе Бонито.
Полы некоторых помещений выполнены с использованием фрагментов древнегреческих и римских мозаик из мрамора и цветных камней. Дворец хранит коллекцию картин итальянских, французских и фламандских художников. Среди интерьеров выделяются богато украшенная гостиная в стиле Людовика XIV, залы, оформленные в стиле ампир периода наполеоновского правления. Во время наполеоновской оккупации дворец был обставлен французской мебелью.
Первая владелица резиденции, Мария Амалия Саксонская, между 1757 и 1759 годами украсила интерьеры «Маленького салона фарфора» (Salottino di Porcellana) изделиями фарфоровой мануфактуры, основанной ей в 1743 году в  Каподимонте. Стены салона были оформлены фарфоровыми панелями с рокайльным орнаментом и фигурками в стиле шинуазри (китайском) под руководством художника  Джузеппе Гриччи . Позднее те же мастера оформили комнаты в Королевском дворце Аранхуэс (1763—1765) и в главном Королевском дворце в Мадриде (1770-е гг.). В 1866 году украшения салона были разобраны и смонтированы на первом этаже (комната 52) во дворце Каподимонте в Неаполе.
При дворце были устроены зверинец с диковинными животными и музей, где выставлялись находки из раскопок расположенного поблизости Геркуланума.

## Ботанический сад и Королевский лес
Бывшие охотничьи угодья занимает ботанический сад (Orto Botanico di Portici), принадлежащий Неаполитанскому университету имени Федерико II. Дворцовый лес, постепенно расширенный до значительной протяженности (от района Пульяно, со стороны Везувия, вниз к морю до Гранателло), делится на верхнюю и нижнюю часть.
Широкие аллеи, окружённые английскими «пейзажными» садами, включают скульптуры и фонтаны (Фонтан Сирен, Фонтан Лебедей), Киоск короля Карла и амфитеатр.
Верхняя часть леса ныне используется для учебных целей сельскохозяйственного факультета Университета. «Королевский Лес» богат вековыми деревьями (Quercus ilex, Quercus sessilis, Pinus pinea, Cupressus sempervirens и каменный дуб Quercus ilex). Южная часть, известная как Нижний Королевский лес, оборудована фонтанами и рыбными прудами. Она управляется администрацией Неаполя, открыта для публики в 1955 году.

## Галерея

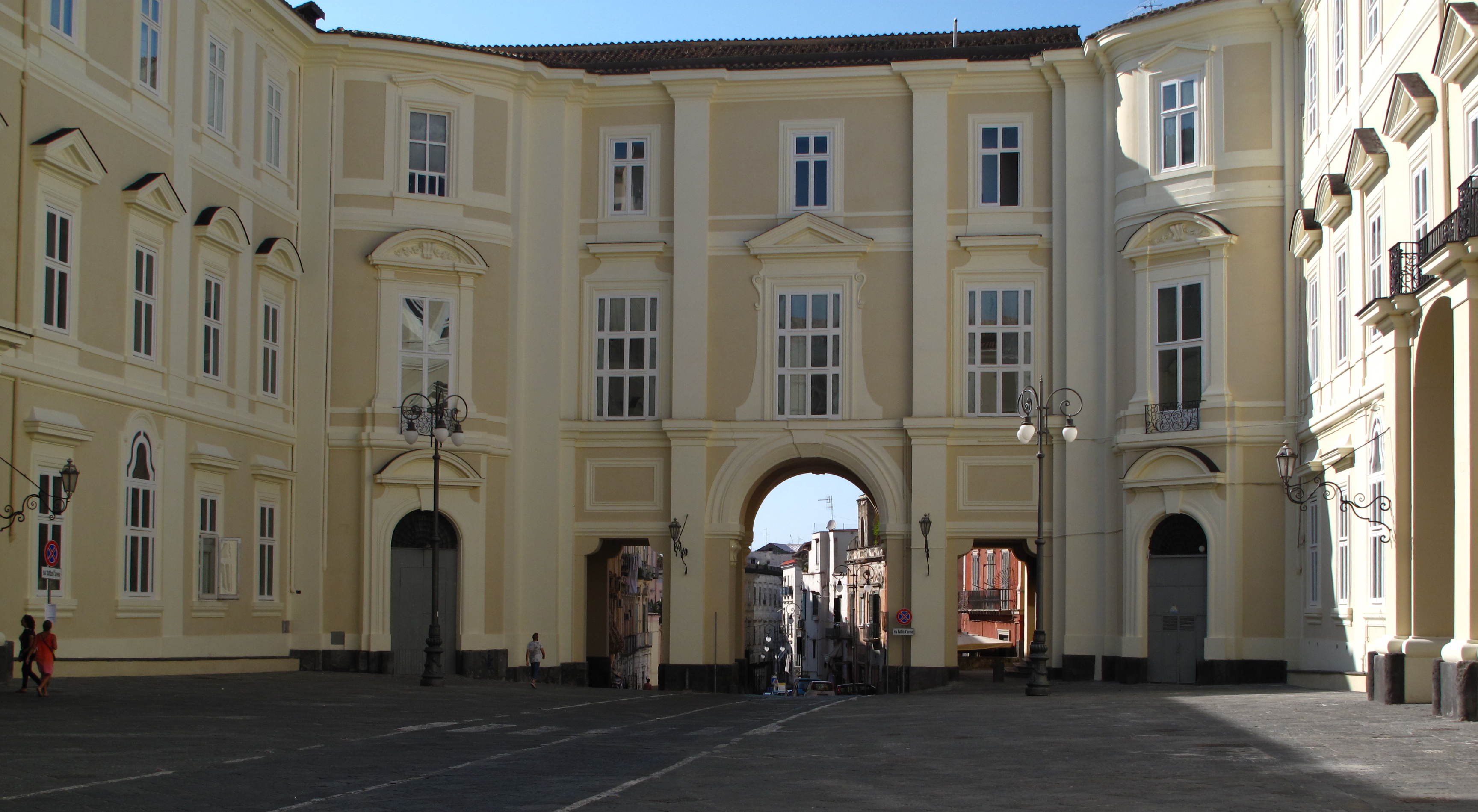
Внутренний двор
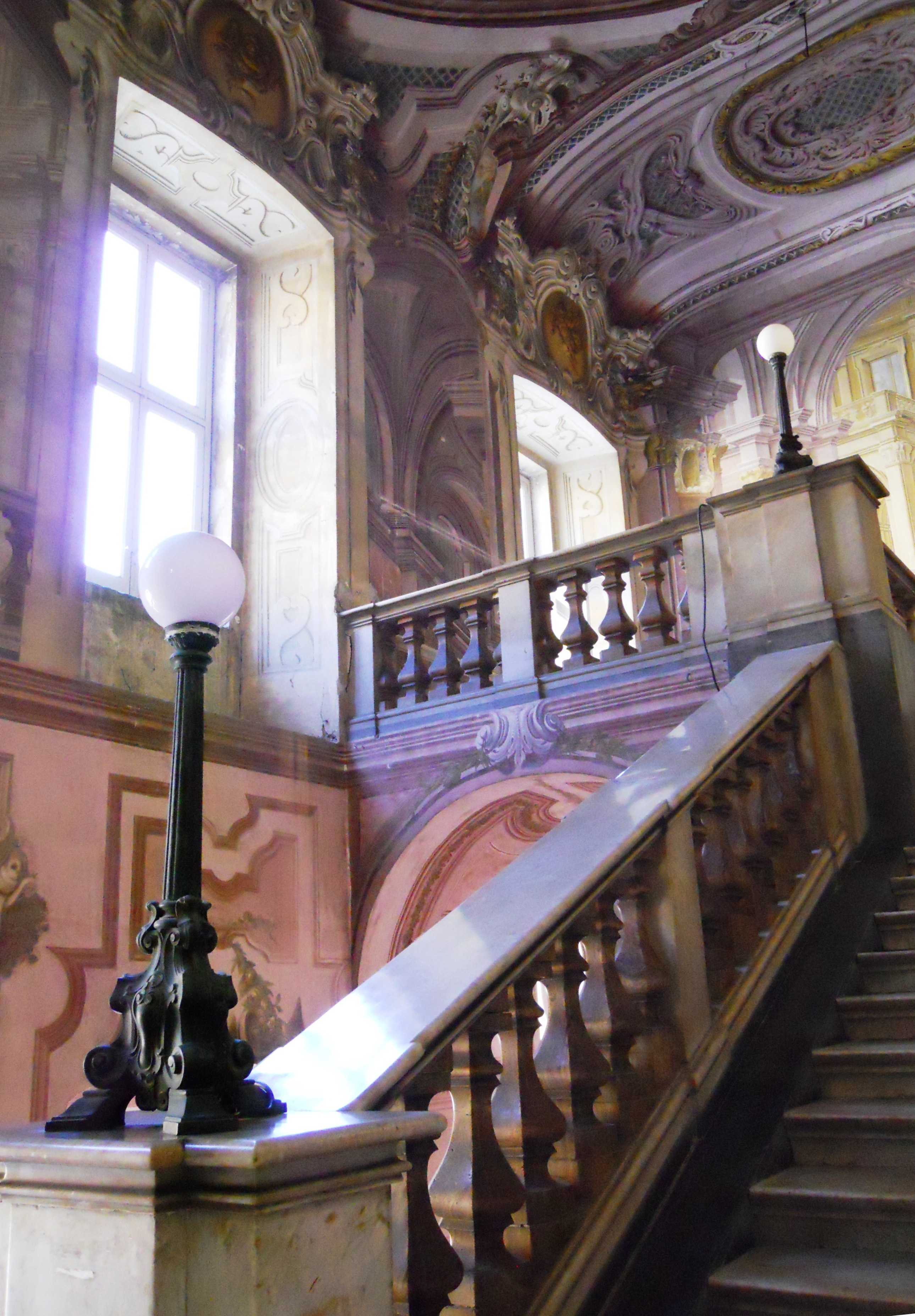
Парадная лестница
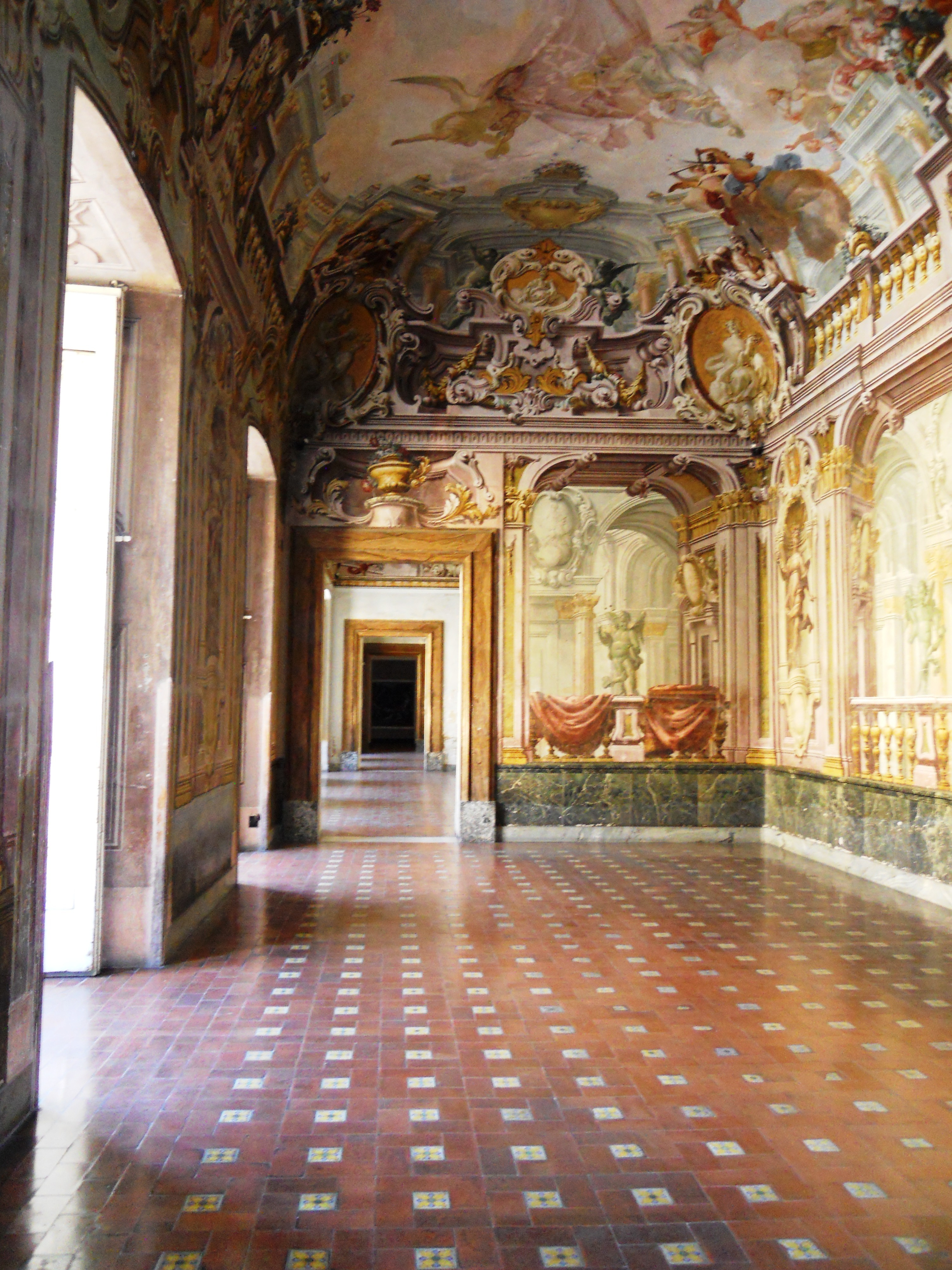
Анфилада
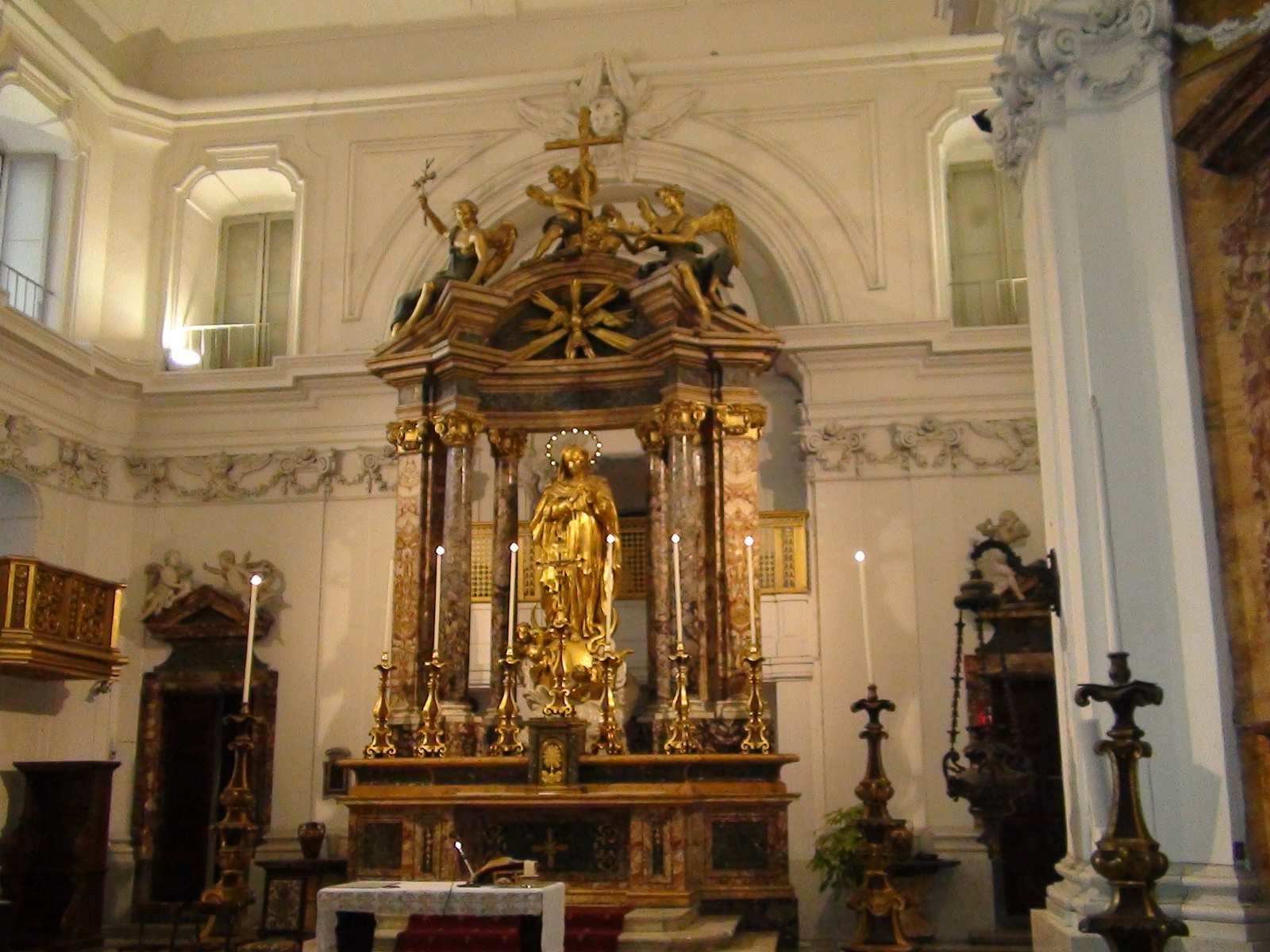
Королевская капелла. Алтарь. Статуя Мадонны Иммакулаты (Незапятнанной). 1749. Бронза, золочение
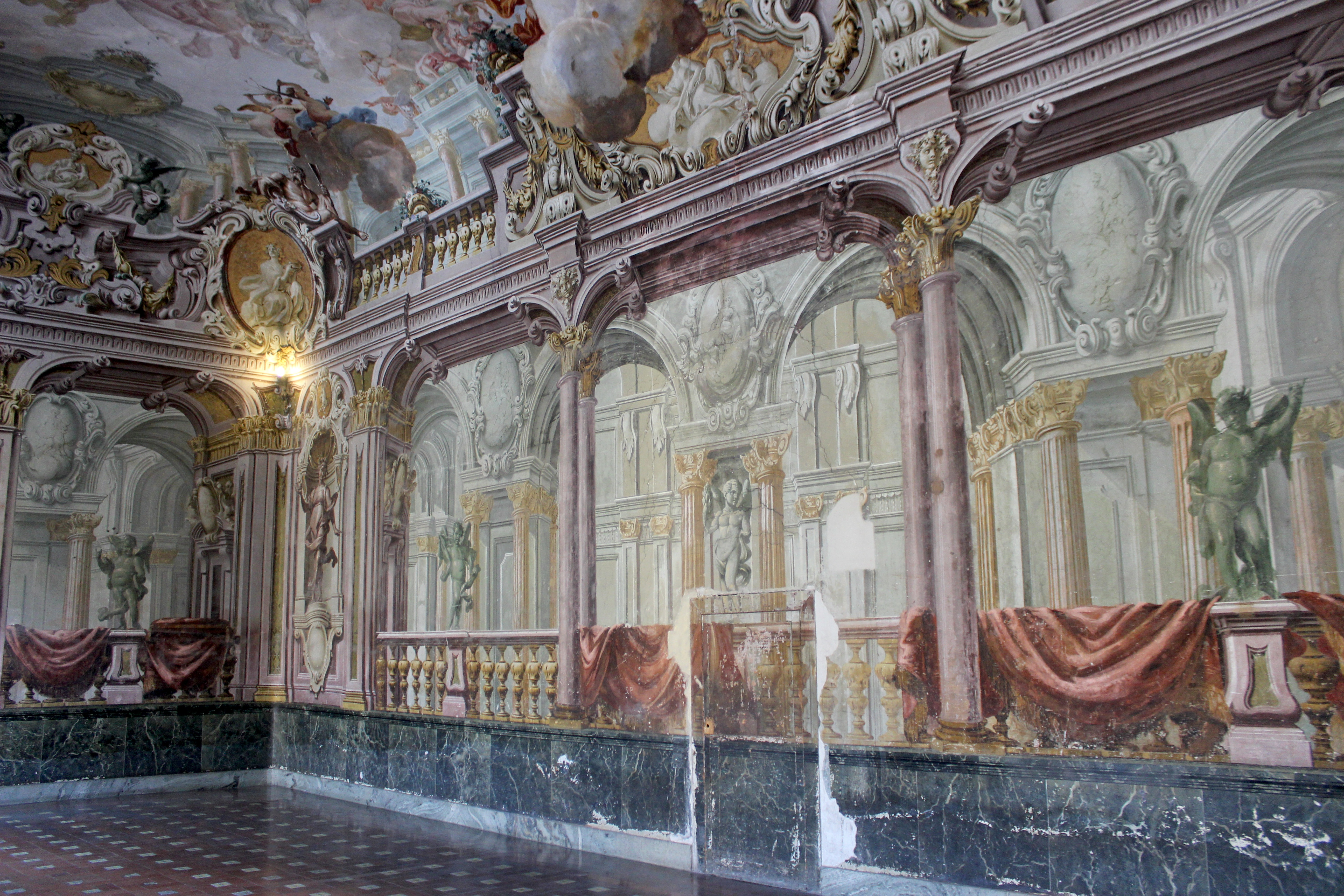
Салон росписей «квадратурой»
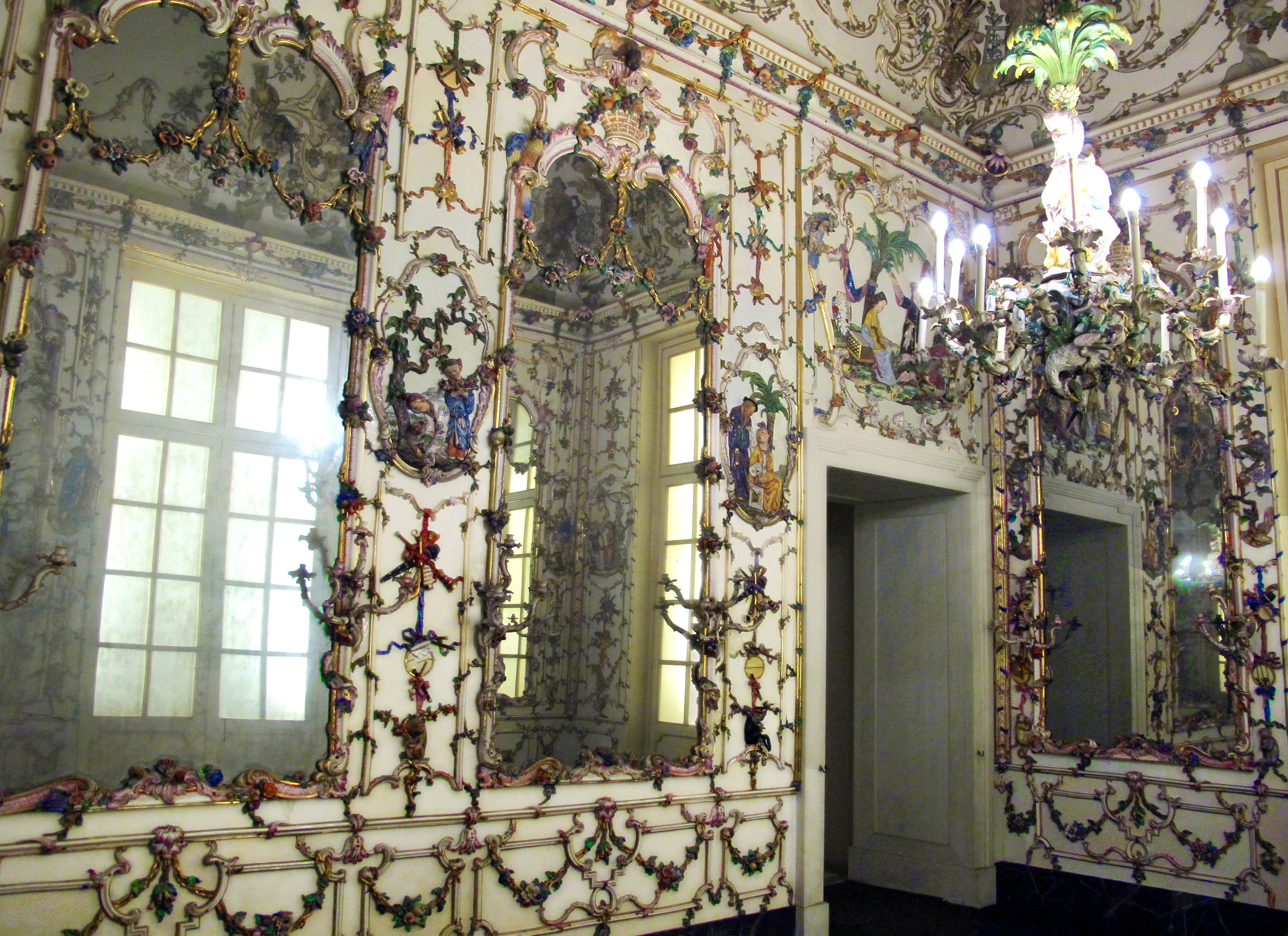
Маленький фарфоровый салон (Salottino di porcellana). 1757—1759. Воссоздание. Музей Каподимонте, Неаполь
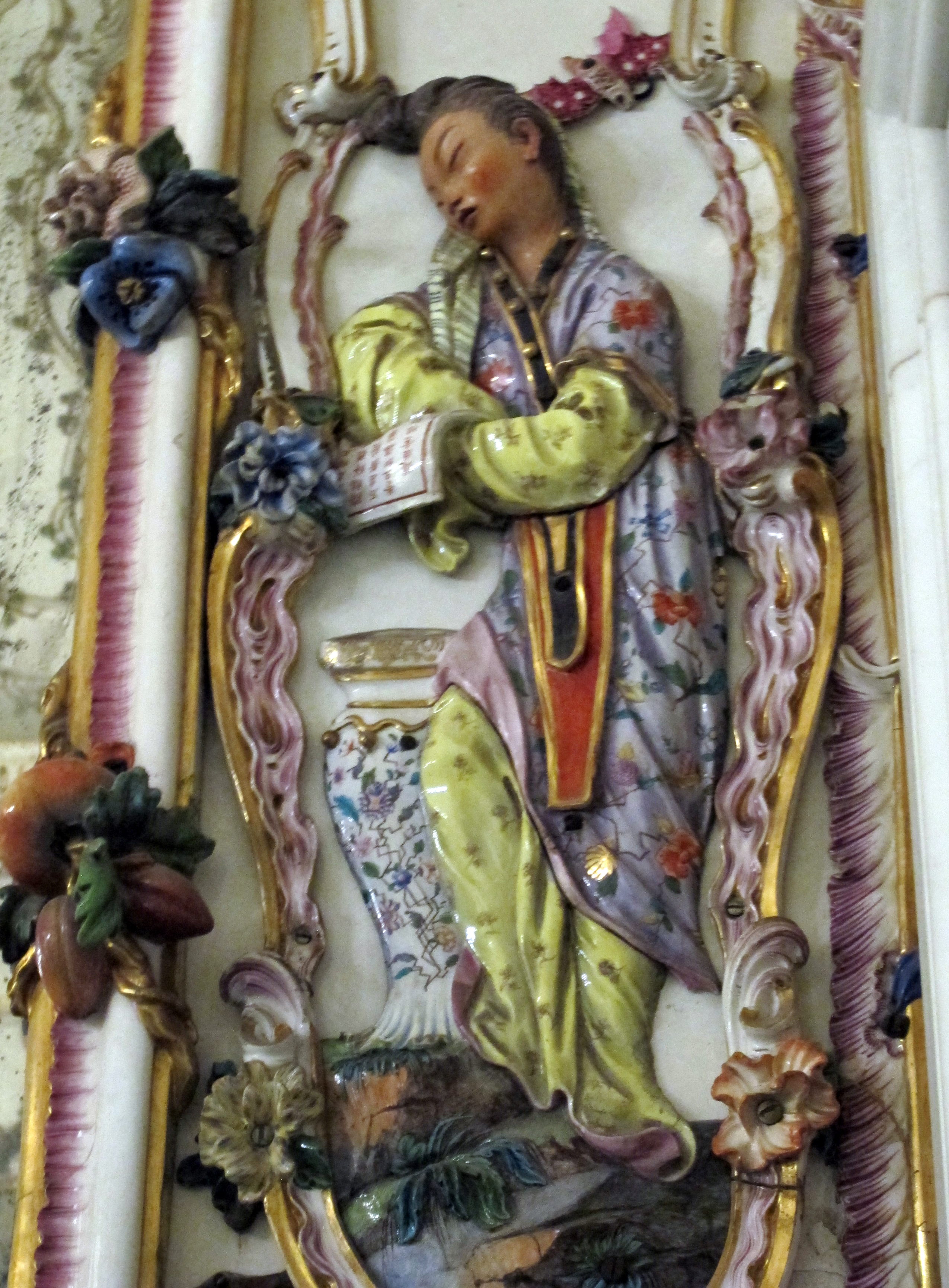
Деталь оформления. Фарфор мануфактуры Каподимонте
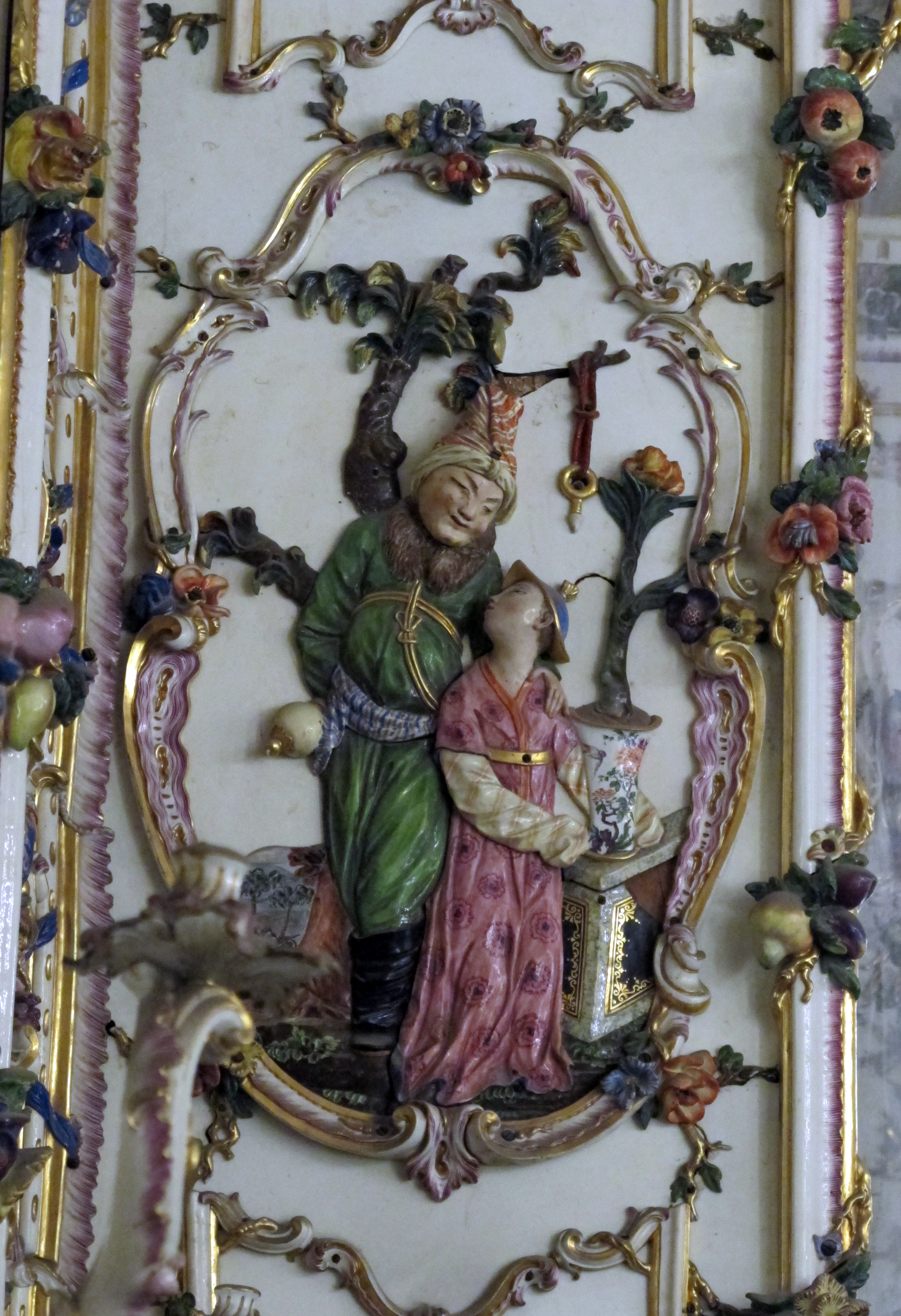
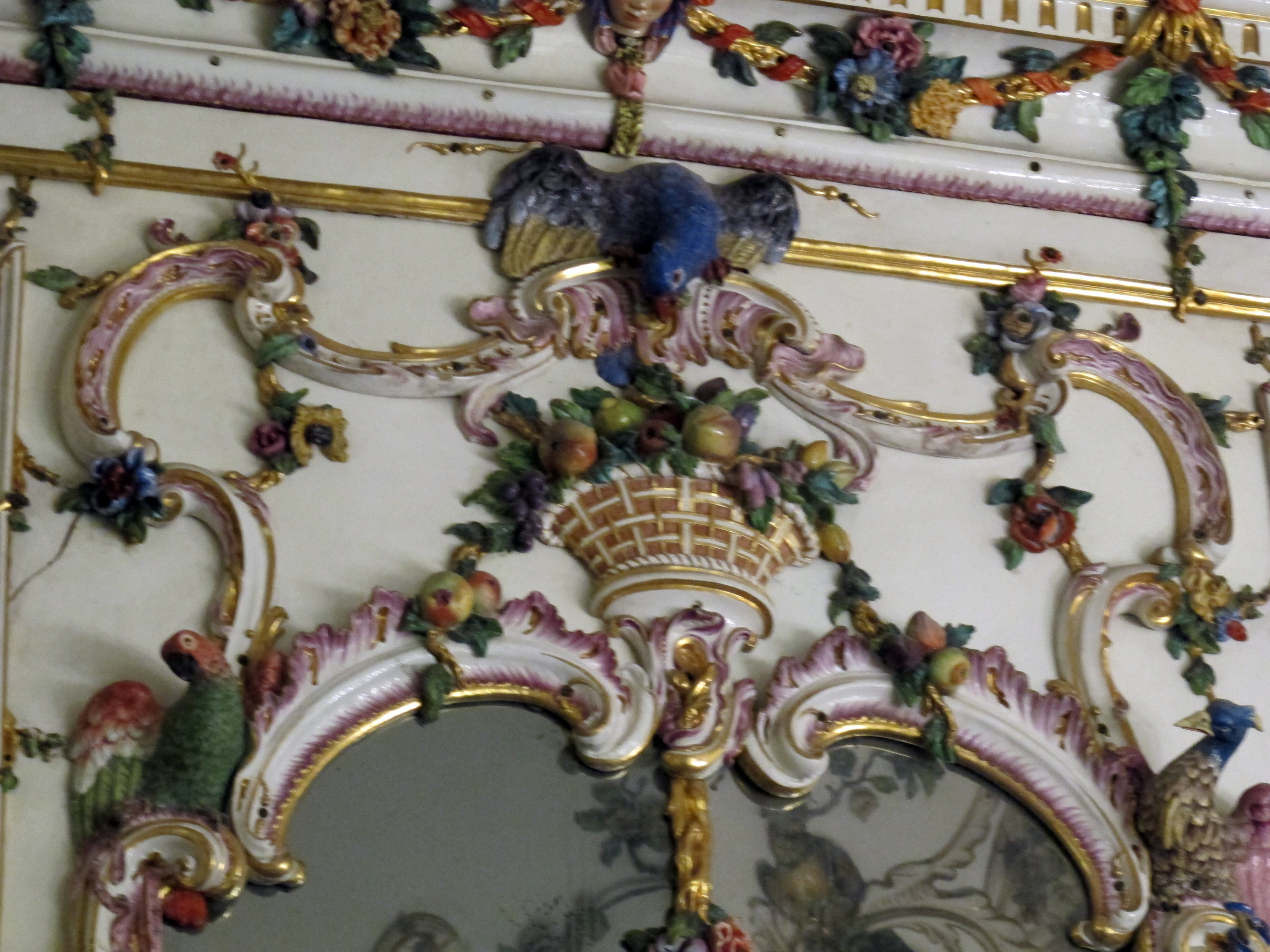